# Fan Service［sweet］
「Fan Service［sweet］」（ファン・サーヴィス［sweet］）是日本流行電音組合Perfume第四張單曲。於2007年2月14日發行。唱片公司為Tokuma Japan Communications。

## 解説
- Perfume在2007年的第一彈單曲，在情人節當天推出，由CD加DVD組合而成的初回生産限定盤單曲。
- 雖然單曲名為「Fan Service［sweet］」，但當中收錄的歌曲名為「チョコレイト・ディスコ（Chocolate Disco）」和「Twinkle Snow Powdery Snow」。
- 在本作推出後一個月，在白色情人節即3月14日發行了DVD「Fan Service［bitter］完全生産限定盤」，並與本作組合成特別計劃（Fan Service）推出。［sweet］的封套以白色為主要顏色基調，而［bitter］則以深灰色為主要顏色基調，做成鮮明的對比。在封面上，看不到Perfume三人的身影和樣子，這點在偶像組合中是相當罕見的。Perfume的美術指導關和亮表示，會設計這樣的封面，是因為「女孩子也會想購買的設計」這樣的創作意念。
- DVD收錄了單曲兩首歌的PV。「チョコレイト・ディスコ」的PV中，三人穿上原色系的衣服，在多塊鏡子中間和激光下跳舞，攝影時用單面鏡圍在成員周圍，隔著鏡子進行拍攝。當初製作人員打算只用字幕顯示出這首歌的標題，不過，在知道可以利用激光顯示後，便馬上作出更改，在PV的開頭用激光輸出了「Chocolate Disco」這些字。
- 單曲在ORICON週榜登上了第31名的位置，對當時的Perfume來說，是主流出道以來最好的成績。
- 在同年的春天，人氣女歌手木村KAELA偶然在电梯看到了這首歌的PV，因而認識了Perfume，並在自己的電台節目連續4星期播放Perfume的歌曲，因而大幅擴大了Perfume的歌迷層。這時候可算是Perfume事業的轉捩點，開始走紅的起點。
- 由於這張單曲只作限量發行，所以在推出同年的秋天已售罄，現在要入手可算是相當困難。
- 近年在Perfume大部份的現場演出中，演唱曲目上都會包括「チョコレイト・ディスコ」這首歌，本作亦為每場巡演的定番曲（除Perfume 7th Tour 2018 ｢FUTURE POP｣）。

## 收錄曲

### CD
| 曲序     | 曲目                      | 时长 |
| -------- | ------------------------- | ---- |
| 1.       | チョコレイト・ディスコ    | 3:46 |
| 2.       | Twinkle Snow Powdery Snow | 3:49 |
| 总时长： | 总时长：                  | 7:35 |

### DVD
1. チョコレイト・ディスコ(Video Clip)
2. Twinkle Snow Powdery Snow(Video Clip)

## 外部連結
- YouTube上的Official Music Video：Perfume 「チョコレイト・ディスコ」